# His Dearest Possession
His Dearest Possession è un film muto del 1919 diretto da Henry Edwards.

## Trama
Un artista povero, sposato alla figlia di un socialista, lotta per vivere e poter continuare a dipingere. Quando la coppia aspetta un bambino, lui si riduce anche a fare l'uomo sandwich per tirare avanti.

## Produzione
Il film fu prodotto dalla Hepworth.

## Distribuzione
Distribuito dalla Hepworth, il film uscì nelle sale cinematografiche britanniche nel gennaio 1919.
Si pensa sia andato distrutto nel 1924 insieme a gran parte degli altri film della Hepworth. Il produttore, in gravissime difficoltà finanziarie, pensò in questo modo di poter almeno recuperare l'argento dal nitrato delle pellicole.